# Katherine Handy
Katherine Handy Lewis (* 20. Juni 1902 in Normal, Alabama; † 15. Juli 1982 in der Bronx, New York City) war eine US-amerikanische Blues- und Jazz-Sängerin und Pianistin.

## Leben und Wirken
Handy, Tochter des Komponisten W. C. Handy, war das zweite von sechs Kindern und verbrachte ihre Kindheit im Süden der USA. 1919 kam ihre Familie nach New York und zog in die 139th Street in Harlem. In den 1920er und 1930er Jahren sang sie im Radio. Handy nahm als Sängerin und Pianistin zwei Titel für das Label Paramount auf, am 9. Dezember 1932 „Underneath the Harlem Moon“, bei dem sie von Fletcher Henderson und seinem Orchester begleitet wurde. Trotz des Erfolgs – der von Mack Gordon und Harry Revel geschriebene Song kam in der US-Hitparade auf #19 – nahm sie zunächst keine weiteren Songs auf. Im weiteren Verlauf ihrer Berufskarriere arbeitete sie als Kolumnistin für den Defender in Chicago und als Sekretärin für den Musikverleger Irving Mills. Sie heiratete Homer D. Lewis und kümmerte sich vorwiegend um ihre Familie, arbeitete aber noch weiter in der Firma ihres Vaters, der Handy Brothers Music Company, dessen Geschäftsführerin sie kurzzeitig war.
1944 nahm sie für das Label Folkways Records unter ihrem Ehenamen Katherine Handy Lewis mit dem Pianisten James P. Johnson sechs Blues-Titel auf, darunter fünf ihres Vaters (wie den „Yellow Dog Blues“) sowie 1953 zusammen mit ihrem Vater den „St. Louis Blues“. Im Bereich des Jazz war sie zwischen 1922 und 1953 an sechs Aufnahmesessions beteiligt. Ihren letzten öffentlichen Auftritt hatte sie im März 1981 bei einem Konzert in der New Yorker Carnegie Hall, als das historische Konzert vom 27. April 1928, bei dem erstmals afroamerikanische Musiker dort auftraten durften, nachgestellt wurde.

## Diskographische Hinweise
- Katherine Handy Lewis: W. C. Handy Blues Sung by His Daughter in Traditional Style (1958)